# Anastatus pulchripennis
Anastatus pulchripennis is een vliesvleugelig insect uit de familie Eupelmidae. De wetenschappelijke naam is voor het eerst geldig gepubliceerd in 1911 door Girault.